# Indiens statsoverhoveder
Kejser/Kejserinde af Indien (Badishah-e-Hind på hindustani) var en titel brugt af den sidste stormogul Bahadur Shah II og efterfølgende af de britiske monarker af Britisk Indien.

## Liste over Indiens statsoverhoveder
| №    | Præsident (født–død)                     | Portræt | Periode          | Periode                            | Valgt     | Politisk tilhørsforhold (ved udnævnelsen) |
| №    | Præsident (født–død)                     | Portræt | Start embede     | Slut embede                        | Valgt     | Politisk tilhørsforhold (ved udnævnelsen) |
| ---- | ---------------------------------------- | ------- | ---------------- | ---------------------------------- | --------- | ----------------------------------------- |
| 1    | Rajendra Prasad (1884–1963)              |         | 26. januar 1950  | 13. maj 1962                       | 1952 1957 | Indian National Congress                  |
| 2    | Sir Sarvepalli Radhakrishnan (1888–1975) |         | 13. maj 1962     | 13. maj 1967                       | 1962      | Uafhængig                                 |
| 3    | Zakir Husain (1897–1969)                 |         | 13. maj 1967     | 3. maj 1969 (døde i embedet.)      | 1967      | Uafhængig                                 |
| 4    | V. V. Giri (1894–1980)                   |         | 3. maj 1969      | 20 juli 1969                       | 1969      | Uafhængig                                 |
| 5    | Mohammad Hidayatullah (1905–1992)        |         | 20. juli 1969    | 24. august 1969                    | 1969      | Uafhængig                                 |
| (4)  | V. V. Giri (1894–1980)                   |         | 24. august 1969  | 24. august 1973                    | 1969      | Uafhængig                                 |
| –    | Gopal Swarup Pathak (1896–1982)          |         | 24. august 1973  | 2. august 1973                     | –         | Uafhængig                                 |
| (4)  | V. V. Giri (1894–1980)                   |         | 24. august 1973  | 24. august 1974                    | –         | Uafhængig                                 |
| 6    | Fakhruddin Ali Ahmed (1905–1977)         |         | 24. august 1974  | 11. februar 1977 (died in office.) | 1974      | Indian National Congress                  |
| 7    | B. D. Jatti (1912–2002)                  |         | 11. februar 1977 | 25. juli 1977                      | —         | Indian National Congress                  |
| 8    | Neelam Sanjiva Reddy (1913–1996)         |         | 25. juli 1977    | 25. juli 1982                      | 1977      | Janata Partiet                            |
| 9    | Giani Zail Singh (1916–1994)             |         | 25. juli 1982    | 25. juli 1983                      | 1982      | Indian National Congress                  |
| (5)  | Mohammad Hidayatullah (1905–1992)        |         | 25. juli 1983    | 25. juli 1983                      | —         | Indian National Congress                  |
| (9)  | Giani Zail Singh (1916–1994)             |         | 25. juli 1983    | 25. juli 1984                      | —         | Indian National Congress                  |
| (5)  | Mohammad Hidayatullah (1905–1992)        |         | 25. juli 1984    | 25. juli 1984                      | —         | Indian National Congress                  |
| (9)  | Giani Zail Singh (1916–1994)             |         | 25. juli 1984    | 25. juli 1987                      | —         | Indian National Congress                  |
| 10   | R. Venkataraman (1910–2009)              |         | 25. juli 1987    | 25. juli 1992                      | 1987      | Indian National Congress                  |
| 11   | Shankar Dayal Sharma (1918–1999)         |         | 25. juli 1992    | 25. juli 1997                      | 1992      | Indian National Congress                  |
| 12   | K. R. Narayanan (1920–2005)              |         | 25. juli 1997    | 25. juli 2000                      | 1997      | Indian National Congress                  |
| –    | Krishan Kant (1927–2002)                 |         | 25. juli 2000    | 25. juli 2000                      | –         | Indian National Congress                  |
| (12) | K. R. Narayanan (1920–2005)              |         | 25. juli 2000    | 25. juli 2002                      | –         | Indian National Congress                  |
| 13   | A. P. J. Abdul Kalam (1931–2015)         |         | 25. juli 2002    | 25. juli 2003                      | 2002      | Uafhængig                                 |
| –    | Bhairon Singh Shekhawat (1923–2010)      |         | 25. juli 2003    | 25. juli 2003                      | –         | Uafhængig                                 |
| (13) | A. P. J. Abdul Kalam (1931–2015)         |         | 25. juli 2003    | 25. juli 2007                      | –         | Uafhængig                                 |
| 14   | Pratibha Patil (1934–)                   |         | 25. juli 2007    | 25. juli 2010                      | 2007      | Indian National Congress                  |
| –    | Mohammad Hamid Ansari(1937–)             |         | 25. juli 2010    | 25. juli 2010                      | –         | Indian National Congress                  |
| (14) | Pratibha Patil (1934–)                   |         | 25. juli 2010    | 25. juli 2012                      | –         | Indian National Congress                  |
| 15   | Pranab Mukherjee (1935–2020)             |         | 25. juli 2012    | 25. juli 2016                      | 2012      | Indian National Congress                  |
| –    | Mohammad Hamid Ansari(1937–)             |         | 25. juli 2016    | 25. juli 2016                      | –         | Indian National Congress                  |
| (15) | Pranab Mukherjee (1935–2020)             |         | 25. juli 2016    | 25. juli 2017                      | –         | Indian National Congress                  |
| 16   | Ram Nath Kovind (1945–)                  |         | 25. juli 2017    | 25. juli 2018                      | 2017      | Bharatiya Janata Party                    |
| _    | M. Venkaiah Naidu (1949–)                |         | 25. juli2018     | 25. juli 2018                      | –         | Bharatiya Janata Party                    |
| (16) | Ram Nath Kovind (1945–)                  |         | 25. juli 2018    | 25. juli 2022                      | –         | Bharatiya Janata Party                    |
| 17   | Droupadi Murmu (1958-)                   |         | 25. juli 2022    | 11. august 2022                    | 2022      | Bharatiya Janata Party                    |
| –    | Jagdeep Dhankhar (1951–)                 |         | 11. august 2022  | 11. august 2022                    | –         | Bharatiya Janata Party                    |
| 17   | Droupadi Murmu (1958-)                   |         | 11. august 2022  | fungerende                         | –         | Bharatiya Janata Party                    |